# Macroglossum assimilis
Macroglossum assimilis är en fjärilsart som beskrevs av William Swainson 1821. Macroglossum assimilis ingår i släktet Macroglossum och familjen svärmare. Inga underarter finns listade i Catalogue of Life.

## Bildgalleri

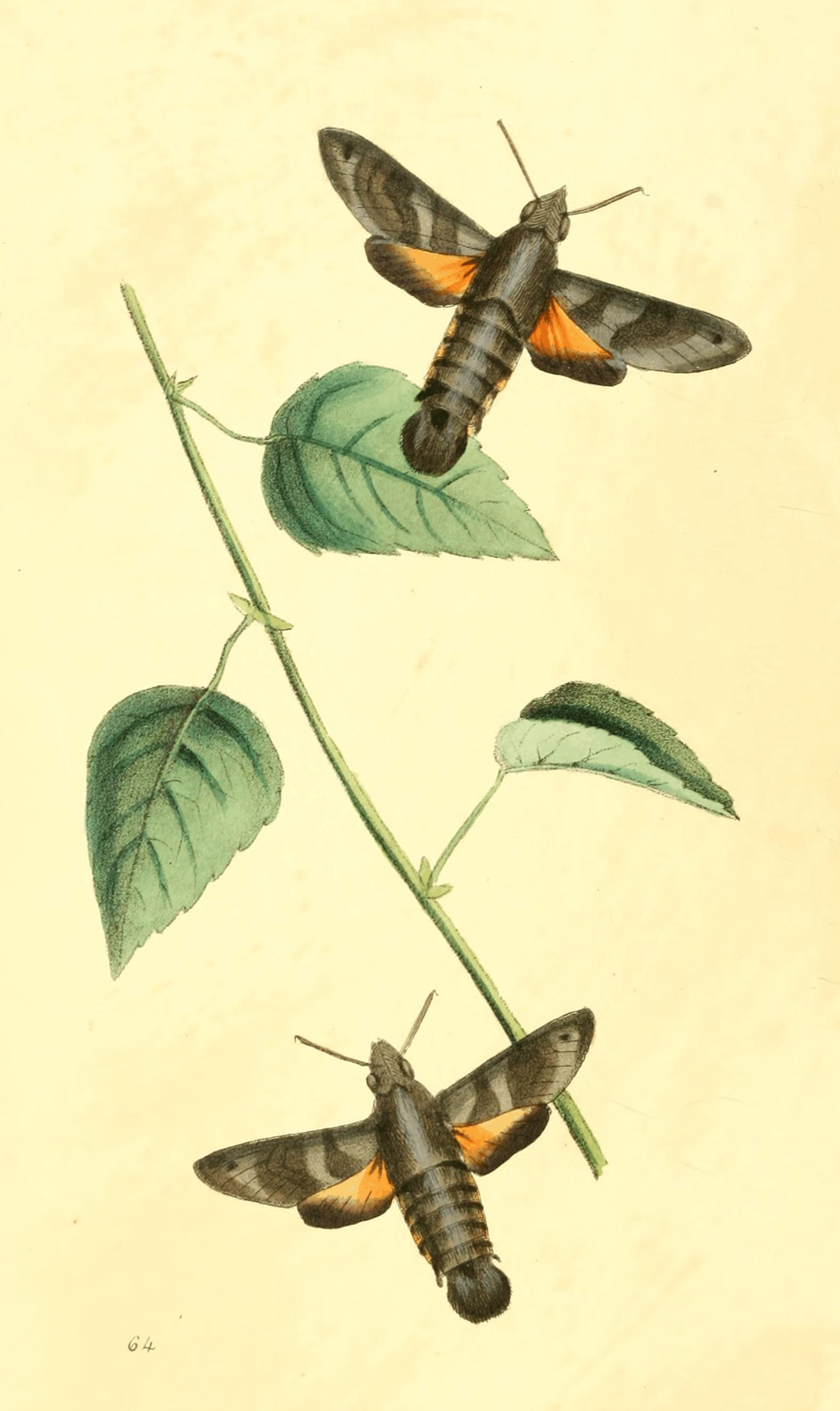